# Tekelloides flavonotatus
Espèce
Synonymes
- Ariamnes flavonotatus Urquhart, 1891

Tekelloides flavonotatus est une espèce d'araignées aranéomorphes de la famille des Cyatholipidae.

## Distribution
Cette espèce est endémique de Nouvelle-Zélande.

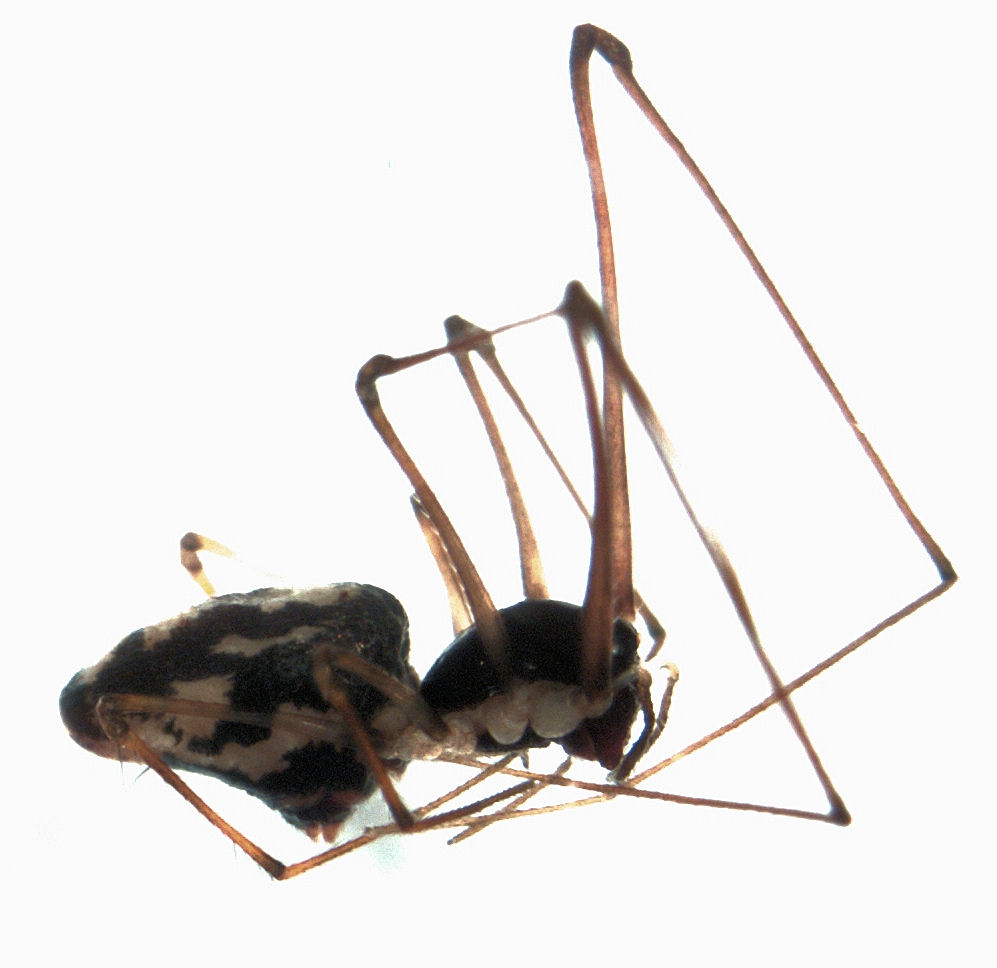
Tekelloides flavonotatus ♀

## Publication originale
- Urquhart, 1891 : On new species of Araneae. Transactions of the New Zealand Institute, vol. 23, p. 128-189 (texte intégral).